# Tanquecillos, Zacatecas
Tanquecillos är en ort i Mexiko.   Den ligger i kommunen Mazapil och delstaten Zacatecas, i den centrala delen av landet, 600 km norr om huvudstaden Mexico City. Tanquecillos ligger 1 920 meter över havet och antalet invånare är 158.
Terrängen runt Tanquecillos är varierad. Runt Tanquecillos är det mycket glesbefolkat, med 4 invånare per kvadratkilometer. Det finns inga andra samhällen i närheten. Omgivningarna runt Tanquecillos är i huvudsak ett öppet busklandskap.